# Alchemilla longana
Alchemilla longana é uma espécie de rosácea do gênero Alchemilla, pertencente à família Rosaceae.